# Manuela Schwesig
Manuela Schwesig (sinh ngày 23 tháng 5 1974 tại Frankfurt (Oder), Đức) là một chính trị gia Đức của Đảng Dân chủ Xã hội Đức.

## Học vấn, nghề nghiệp và gia đình
Schwesig lớn lên ở Đông Brandenburg Seelow. Sau khi lấy bằng tú tài 1992 tại Gymnasium Seelower Höhen bà học trường hành chính quan thuế của bang Brandenburg. 1995 bà lấy bằng cử nhân tài chính tại Königs Wusterhausen.
Sau đó Schwesig làm việc cho cơ quan quan thuế tại Schwerin.
Schwesig cũng là thành viên hội bảo vệ trẻ em Đức.
Bà hiện sống tại Schwerin, có chồng và có một người con trai. vào ngày 31 tháng 7 năm 2010 bà cùng chồng và con rửa tội theo đạo Tin lành.